# Юсуф, Саед
Саед Мухаммад Юсуф (англ. Sayed Muhammad Yusuf; 1895 — 8 декабря 1979) — индийский хоккеист на траве, полевой игрок. Олимпийский чемпион 1928 года.

## Биография
Саед Юсуф родился в 1895 году.
Играл в хоккей на траве за команду Кембриджского университета.
В 1928 году вошёл в состав сборной Индии по хоккею на траве на летних Олимпийских играх в Амстердаме и завоевал золотую медаль. Играл в поле, провёл 4 матча, мячей не забивал.
Умер 8 декабря 1979 года.

## Семья
Племянник — Мухаммад Хуррам (1920—?), пакистанский хоккеист на траве. Участник летних Олимпийских игр 1948 года.
Племянник — Мухаммад Шах-Рух (1926—2015), пакистанский хоккеист на траве и велогонщик. Участник летних Олимпийских игр 1948 года в хоккее на траве, летних Олимпийских игр 1956 года в велоспорте.